# Teanquisco
Teanquisco är en ort i Mexiko.   Den ligger i kommunen Alpatláhuac och delstaten Veracruz, i den sydöstra delen av landet, 210 km öster om huvudstaden Mexico City. Teanquisco ligger 2 245 meter över havet och antalet invånare är 223.
Terrängen runt Teanquisco är kuperad åt nordost, men åt sydväst är den bergig. Terrängen runt Teanquisco sluttar österut. Runt Teanquisco är det tätbefolkat, med 331 invånare per kvadratkilometer. Närmaste större samhälle är Huatusco de Chicuellar, 17,0 km öster om Teanquisco. Omgivningarna runt Teanquisco är en mosaik av jordbruksmark och naturlig växtlighet.